# Жак Моно
Жак Моно́ (фр. Jacques Lucien Monod; 9 лютого 1910, Париж — 31 травня 1976) — французький біохімік, Нобелівський лауреат з фізіології або медицини (премія 1965 року разом з дослідником бактеріофагів Андре Львовим). Вперше встановив механізми генетичного контролю синтезу білків через дію регуляторних генів.
Наукова діяльність біолога Жака Люсьєна Моно була тісно пов'язана з інститутом Луї Пастера, у якому він працював. Призначений керівником відділу кліткової біології, Моно почав працювати з Франсуа Жакобом. Науковцям вдалося довести існування інформаційної РНК, тобто молекули РНК, яка переносить генетичну інформацію від ДНК ядра клітини до цитоплазми. Іншим їхнім дослідом показано, що ДНК організована в набори генів, які називають оперонами. 1965 року Жак Моно та Франсуа Жакоб розділили Нобелівську премію з фізіології і медицини. Їхня праця відкрила нову сферу дослідження — молекулярну біологію.